# Vista Serrana
Vista Serrana är en kommun i Brasilien.   Den ligger i delstaten Paraíba, i den östra delen av landet, 1 500 km nordost om huvudstaden Brasília. Antalet invånare är 3 508.
Omgivningarna runt Vista Serrana är huvudsakligen savann. Runt Vista Serrana är det ganska glesbefolkat, med 45 invånare per kvadratkilometer.